# Logron
Logron – miejscowość i gmina we Francji, w Regionie Centralnym, w departamencie Eure-et-Loir.
Według danych na rok 1990 gminę zamieszkiwało 499 osób, a gęstość zaludnienia wynosiła 22 osoby/km² (wśród 1842 gmin Regionu Centralnego Logron plasuje się na 684. miejscu pod względem liczby ludności, natomiast pod względem powierzchni na miejscu 571.).